# Lamprogaster grossa
Lamprogaster grossa är en tvåvingeart som beskrevs av Malloch 1939. Lamprogaster grossa ingår i släktet Lamprogaster och familjen bredmunsflugor. Inga underarter finns listade i Catalogue of Life.